# الدبران (نجم)
الدَّبَرانُ (بالإنجليزية: Aldebaran)‏ ومن أسمائه المِجْدَح والتويبع وعين الثور، نجم ضمن برج الثور. وهو نجم وصل إلي مرحلة تطوره الأخيرة كعملاق أحمر. تتسم تلك المرحلة من عمر النجم بأن معظم ما كان يحتويه من الهيدروجين في قلبه يكون قد تحول إلى هيليوم، وبدأ الهيليوم بدوره في التحول إلى كربون بواسطة تفاعل يسمى تفاعل ألفا الثلاثي ويكون ذلك مصحوبا بارتفاع كبير في درجة الحرارة حيث تبلع نحو100 مليون درجة كلفن. ويعمل هذا الارتفاع الكبير في درجة حرارة قلب النجم على تمدد الغلاف المكون من بلازما الهيدروجين، ويكبر حجم النجم بذلك. كما أن ارتفاع درجة حرارة الغلاف هي الأخرى تعمل على استمرار الاندماج النووي للهيدروجين فيه، ويميل لون النجم في ذلك الوقت إلى اللون البرتقالي الأحمر. وتبلغ كتلة الدبران نحو 5و2 ضعف من كتلة الشمس، ومع ذلك يبلغ قطره نحو 50 ضعف لقطر الشمس. وهو لامع تسهل رؤيته ويقع على استقامة النجوم الثلاثة المكونة لحزام الجبار. وقد كان العرب القدماء يعدّونه أحد منازل القمر.
- حيث أن كتلة الشمس مقاربة لكتلة الدبران، يتوقع علماء الفلك أن يتبع مصير الشمس ما آل إليه الدبران. في الوقت الحالي لا تزال الشمس تحتوي على الهيدروجين الذي يتحول بواسطة الاندماج النووي إلى هيليوم. ولكن بمرور بلايين السنين القادمة سينضب الهيدروجين ويبدا الهيليوم تفاعله وترتفع حرارة قلب الشمس ويتمدد الغلاف رويدا رويدا حتي يصل إلى كوكب عطارد، ثم الزهرة ثم الأرض.

## الخصائص الفيزيائية
يُصنّف الدبران كنجم من نوع "K5III". وهو عملاق برتقالي قد خرج من مرحلة التسلسل الرئيسي، فقد استهلك كل الهيدروجين في نواته وتوقفت عملية اندماج الهيدروجين فيها. وبالرغم من أنه ليس حاراً كفاية بعد لكي تتم عملية اندماج الهيليوم في قلبه، إلا أن حرارة قلبه قد ازدادت بمقدار هائل نتيجة لضغط الجاذبية. وقد تمدد النجم حتى أصبح قطره حالياً 44.2 ضعف قطر الشمس، وبهذا يكون قطر الدبران ما يُعادل تقريباً 61 مليون كم (أي أنه لو كان في وسط النظام الشمسي لابتلع كوكب عطارد). حسب قياس القمر الصناعي هباركوس لبُعده عن الأرض فهو 65.1 سنة ضوئية (20 ف.ف)، وحسب قياسها لضيائه فهو يُعادل 150 ضياء شمسي.
الدبران هو نجم متغير بشكل ضئيل، وهو من «المتغيّرات البطئية غير المنتظمة». وسطوعه يتغيّر بمقدار 0.2 قدر ظاهري كل مدة.

## الرؤية
الدبران هو أحد أسهل النجوم للعثور عليه في الليل، جزئياً بسبب سطوعه ومكانه في السماء، فإذا ما تم تتبع نجوم حزام الجبار الثلاثة من اليسار إلى اليمين (في نصف الكرة الشمالي) أو من اليمين إلى اليسار (في نصف الكرة الجنوبي) أول نجم لامع يُعثر عليه بمتابعة ذلك الخط هو الدبران. وهذا إضافة إلى أن الدبران قريب نوعاً ما من ألمع عنقود نجمي مفتوح في السماء: الثريا.
|  |  |  |

يظهر الدبران كألمع نجم في عنقود القلائص النجمي المفتوح والذي يُشكّل رأس الثور ضمن كوكبة الثور. لكن في الحقيقة، الدبران يقع بمحض الصدفة في مرأى البصر بين الأرض والقلائص، حيث أنه لا يقع فعلياً في العنقود بل يظهر كذلك فقط، ويبلغ بُعد العنقود أكثر من ضعف بُعد الدبران عن الأرض (حيث يبلغ 150 سنة ضوئية).
الدبران قريب كفاية إلى مسار الشمس لكي يحجبه القمر. وتحدث هذه الاحتجابات عندما تكون عقدة ارتفاع القمر قريبة من الاعتدال الخريفي. والمرة القادمة التي سيحدث فيها هذا سوف تكون في عام 2015. ويُمكن حينها قياس قُطر الدبران بدقّة معقولة، والذي تم قياسه خلال الاحتجاب في 22 سبتمبر/أيلول 1978.

## فرضيّة النظام الكوكبي
في عام 1993، أظهرت قياسات للسرعة الشعاعية للدبران (وقد أجريت أيضاً لكل من نجمي السماك الرامح ورأس التوأم المؤخر) تذبذبات سرعة شعاعية طويلة المدة له، والتي يُمكن أن تفسّر على أنها لرفيق غير نجمي. والقياسات التي أجريت له أظهرت أن الرفيق - إن وُجد - فكتلته تبلغ 11.4 كتلة مشتري وزمنه المداري 643 يوماً ويبلغ بُعده عن الدبران وحدتين فلكيتين، ومداره متوسط الشذوذ. لكن وبالرغم من كل هذا، كل النجوم الثلاثة الذين مُسحوا أظهروا تذبذبات مشابهة تدل على توابع ذوي كتل متشابهة، ومن قاموا بالمسح رؤوا أن الاختلافات تميل إلى أن تكون من النجوم نفسها من أن تكون بسبب تأثير جذبوي من توابع. والأرصاد اللاحقة للدبران لم تُظهر أية مؤشرّات على وجود رفيق غير نجمي له.
اعتبرت فرضية وجود كوكب حول الدبران مشكوك فيها حتى عام 2015، عندما توصل الباحثون إلى استنتاج مفاده أنه من المحتمل أن يكون هناك كوكب خارج المجموعة الشمسية يدور حول الدبران، بما يتفق مع الحسابات الأصلية، وأيضا يتوافق مع النشاط النجمي. وسمي الكوكب الدبران b.

## أصل الاسم

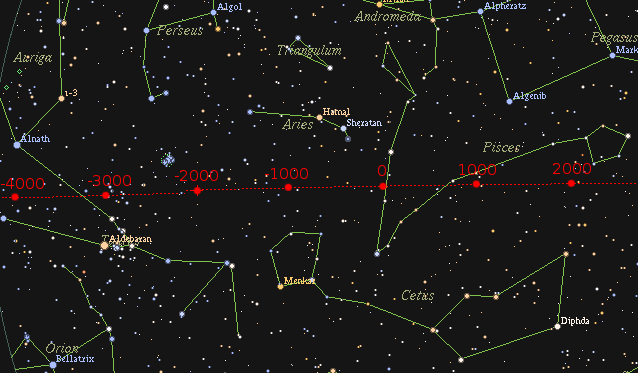
رأس الغول أعلى الخريطة وإلى يمينه المرأة المسلسلة ، ويُرى في وسط اليسار الدبران.

- الاسم العربي: سمي الدبران نسبة إلى عنقود الثريا، حيث أنه «يَدبرها» (أي يتبعها) أثناء الدوران الظاهري للكرة السماوية، فهو يَشرق ويَغرب بعد الثريا. وقَد سمّى العرب الفجوة بين الثريا والدبران بالـ«الضّيقة»، وذلك لأنهم - على عكس الثريا - كانوا يتشائمون من شروق الدبران وينتحسون به، ويَقولون أنه عندما تُمطر أثناء شروق أو غروب الدبران فإن السنة تَكون جدباء.[18] ويُسمى أيضاً «التابع» و«التويبع» لنفس السبب[19] واسم «الدبران» أصبح يستخدم حالياً في معظم لغات العالم للإشارة إلى هذا النجم.
- الاسم الفارسي: كان يُعرف عند الفرس بـ«صادفس» و«كوجارد».
- الاسم الصيني: كان يُعرف عند الصينيين بـ"畢宿五" (نجم الشبكة الخامس).
- الاسم الهندي: في علم الفلك الهندي كان يُعرف بـ"منزل القمر[ملاحظة 3] روهيني"، وكانت أيضاً تُعدّ واحدة من 27 ابنة لـ«داكشا» (إله هندي).[بحاجة لمصدر]

## الأساطير
- العرب: حسب أسطورة عربية، كان الدبران شخصاً فقيراً ومعدماً في حين أن الثريا كانت فتاة جميلة وشابة، وقد أبهرت الدبران فعزم على خطبتها. لكنه كان يريد لأحد أن يُرافقه إلى الخطبة ولم يجد أحداً. فذهب إلى القمر وطلب منه أن يحاول بقدر استطاعته تزويجه منها، فاستجاب القمر وذهب إليها. لكنها رفضت، وبعد أن ألحّ عليها قالت: «ما أصنع بهذا السبروت الذي لا مال له؟». فرجع القمر وأخبر الدبران بما حدث، لكن الدبران أصرّ على الزواج منها. ولم يكن يملك إلاّ غنماً، فأخذه كله إلى الثريا لكي تقبل بالزواج منه.[20] والعشرون غنمةً التي ساقها الدبران إلى الثريا هي ما أصبح يُسمى بـ«القلاص» أو «القلائص»، والذي أصبح اسماً لعنقود نجمي يظهر قريباً من الدبران في السماء.[21] والنجمان القريبان من الدبران هما كلباه، والذين اصطحبهما معه ومع الأغنام. وهكذا أصبح الدبران يدبر (يتبع) الثريا في السماء إلى الأبد ومعه أغنامه، يدبرها أينما ذهبت. وبهذا أصبح الدبران رمزاً للوفاء، في حين أن الثريا أصبح رمزاً للغدر، وقد جاء في بعض الأمثال العربية: «أوفى من الحادي (الحادي الدبران) وأغدر من الثريا».[20]
- الإنويت: في علم فلك الإنويت وفي ثقافتهم كان الدبران يُسمّى «روح الدب القطبي».[بحاجة لمصدر]
- المكسيكيّون: كان الدبران بالنسبة لشعب السِّري (الذي عاش في شمال غرب الكسيك) يُزوّد النساء السبعة (الثريا) بالضوء. وهو يملك ثلاثة أسماء مختلفة عندهم:"Hant Caalajc Ipápjö" و"Queeto" و"Azoj Yeen oo Caap".[22]

## اقرأ أيضاً
- عملاق أحمر
- انفجار عظيم
- تجمع التوائم
- تجمع أرشز
- اندماج نووي
- تخليق العناصر
- تفاعل نووي
- قائمة أسماء النجوم العربية
- قائمة أشد النجوم سطوعا
- قائمة أكبر النجوم
- قائمة أكبر النجوم كتلة
- فريق عمل الاتحاد الفلكي الدولي للأسماء النجوم